# Hétfő, kedd
A Hétfő, kedd kezdetű kis kánont Bárdos Lajos írta.

## Kotta és dallam
Hétfő, kedd, szerda, csütörtök, péntek, szombat, vasárnap,

jó dolgunk van, mint erdőn a madárnak.